# 샤오강역
샤오강 역은 가오슝 첩운 홍선의 종점역이다.

## 역 구조

### 승강장
| 지면     | 출입구                     | 출입구                                             |
| 지하 1층 | 승강장                     | 출입구                                             |
| 지하 1층 | 승강장                     | 화장실                                             |
| 지하 2층 | 1호 플랫폼                 | 가오슝 첩운 홍선 남강산방면（가오슝 국제공항 역）→ |
| 지하 2층 | 플랫폼，문의 왼쪽 / 오른쪽 |                                                    |
| 지하 2층 | 2호 플랫폼                 | 가오슝 첩운 홍선 남강산방면（가오슝 국제공항 역）→ |

## 역 출입구
역의 위치에서 서쪽으로는 출입구1,4，역의 동쪽에 위치한 출입구2,3，접근성엘리베이터에 위치한 출입구4이다.
- 출입구1：종강회사
- 출입구2：샤오강 고등학교
- 출입구3：한민 초드학교, 종샨궈종 택시 승차장
- 출입구4：얼링 초드학교